# 里察·伯貢
里察·伯貢（Richard Burgon，1980年9月19日—）是一位英格蘭政治人物，他的黨籍是工黨。自2015年開始，他擔任東利茲選區選出的英國下議院議員。他曾擔任劍橋大學工黨俱樂部的主席。